# الکو (راخمانینف)
آلکو (روسی: Алеко) اولین اپرا از سه اپرای تکمیل شدهٔ سرگئی راخمانینوف است. لیبرتو آن به زبان روسی توسط ولادیمیر نمیروویچ-دانچنکو نوشته شده‌است و اقتباسی از شعر کولی‌ها از الکساندر پوشکین در سال ۱۸۲۷ است. این اپرا در سال ۱۸۹۲ به عنوان یک اثر برای فارغ‌التحصیلی از کنسرواتوار مسکو نوشته شد و بالاترین جوایز را از داوران هنرستان در آن سال دریافت کرد. این اپرا اولین بار در ۹ مه ۱۸۹۳ در مسکو اجرا شد
داستان اپرا
داستان «آلکو» روایتگر ماجراهای مردی به نام آلکو است که زندگی شهری و متعارف خود را رها کرده و به گروهی از کولی‌ها پیوسته است. او در این میان به زنی جوان به نام زملیاشا دل می‌بازد. زملیاشا، که به روابط آزادانه باور دارد، به آلکو خیانت می‌کند و به معشوق دیگری روی می‌آورد. آلکو که قادر به تحمل این خیانت نیست، زملیاشا و معشوقش را به قتل می‌رساند و به دنبال این جنایت از جامعه کولی‌ها اخراج می‌شود.
ویژگی‌های موسیقایی
موسیقی «آلکو» ترکیبی از عناصر موسیقی سنتی روسی و سبک رمانتیک است. راخمانینوف با استفاده از ملودی‌های غنی و هماهنگی‌های پیچیده، توانسته احساسات عمیق شخصیت‌ها و فضای دراماتیک داستان را به خوبی به تصویر بکشد. یکی از قطعات مشهور این اپرا، کاتاوینای آلکو است که نمایشگر احساسات شدید و رنج عاطفی او است.
نقد و بررسی
اگرچه «آلکو» به عنوان اولین اثر اپرایی راخمانینوف بود، اما با استقبال بسیار خوبی مواجه شد. منتقدان از عمق احساسی و نوآوری‌های موسیقایی این اثر تقدیر کردند و آن را نشانه‌ای از آینده‌ای روشن برای راخمانینوف دانستند. این اپرا توانست جوایز بالایی از داوران کنسرواتوار مسکو کسب کند و نقش مهمی در معرفی و تثبیت راخمانینوف به عنوان یک آهنگساز برجسته ایفا کرد.
تأثیر و میراث
«آلکو» به عنوان یک نقطه عطف در کارنامه هنری راخمانینوف و نیز در تاریخ موسیقی اپرایی روسیه به شمار می‌رود. این اپرا به دلیل استفاده ماهرانه از تم‌های موسیقایی و توانایی در ایجاد ارتباط عاطفی با مخاطب، همچنان در صحنه‌های اپرای جهان اجرا می‌شود و به عنوان یکی از آثار مهم رپرتوار اپرایی روسیه محسوب می‌شود. 
این اثر با ترکیب داستانی قوی و موسیقی پرشور، نمایانگر شروع موفقیت‌آمیز راخمانینوف در عرصه اپرای جهانی است و تأثیر بسزایی در موسیقی قرن نوزدهم داشته است. با وجود گذشت بیش از یک قرن از نخستین اجرای آن، «آلکو» همچنان مورد توجه و تحسین موسیقی‌دوستان و منتقدان قرار دارد و به عنوان نمونه‌ای برجسته از اپرای روسی شناخته می‌شود.